# Pole Poppenspäler (Film)
Pole Poppenspäler ist eine deutsche Literaturverfilmung der DEFA von Artur Pohl aus dem Jahr 1954. Sie beruht auf der gleichnamigen Novelle von Theodor Storm.

## Handlung
Handwerker-Geselle Paul Paulsen befindet sich gerade in seinem dritten Jahr auf Wanderschaft und lebt fern der norddeutschen Heimat in einem kleinen Dorf in Mitteldeutschland. Im Wintersturm sieht er nahe seiner Tür eine junge Frau, die Einlass ins Gefängnis begehrt, jedoch vom Gefängniswärter abgewiesen wird. Paul läuft der Frau nach und bringt sie in die Wohnung seiner Vermieterin. Er erkennt, dass es sich um Lisei, die Tochter eines Puppenspielers handelt, die er vor zwölf Jahren kennengelernt hatte. Er blickt zurück.
Damals war er noch Schüler gewesen und hatte sich mit Lisei angefreundet. Er hatte ihr Stoff für die Puppen besorgt und durfte dafür umsonst eine Vorstellung ansehen. Besonders der Kasper hatte ihn fasziniert und so wurde er eines Tages heimlich von Lisei zu den Puppen geführt. Dabei hatte er, obwohl er die Puppen nicht anfassen durfte, den Kasper ausprobiert und dabei seine Mechanik zerstört. Zwar gelang es Vater Tendler, der den Schaden erst während des Spiels bemerkte, die Puppe durch einen Ersatzkasper zu ersetzen, doch ahnte Lisei, dass sie zu Hause von ihrer Mutter zur Rechenschaft gezogen werden würde. Gemeinsam mit Paul blieb sie daher nach der Vorstellung im Theater und beide versuchten, in der Puppenkiste zu übernachten, wurden jedoch von den besorgten Eltern aufgefunden. Als Pauls Vater den Kasper repariert hatte, war auch das gute Verhältnis zu Liseis Eltern wiederhergestellt. Trotz des Spottes seiner Schulkameraden stand Paul zu Lisei und der Abschied von ihr war schmerzhaft.
Nun, zwölf Jahre später, erfährt Paul von Lisei, deren Mutter längst verstorben ist, dass der Vater wegen angeblich gestohlener Gelder ins Gefängnis geworfen wurde. Paul setzt sich für Vater Tendler ein und tatsächlich wird schon am nächsten Tag der wahre Schuldige gefunden. Bald erkrankt Vater Tendler. Da Pauls Wanderjahre zu Ende sind und er zu Hause gebraucht wird, bittet er Lisei, mit ihm zu kommen – als seine Frau. Sie willigt ein, da auch Vater Tendler bei ihnen wohnen wird.
In der norddeutschen Kleinstadt wird Pauls Ehe mit einer Puppenspielerin argwöhnisch betrachtet. Vor allem die Familie Schmidt steht der Familie Paulsen abweisend gegenüber, zieht der angesehene Handwerker Paul ihrem Mann doch die Kundschaft ab. Lisei kämpft um gesellschaftliche Anerkennung und will mit dem Puppenspiel nichts mehr zu tun haben. Vater Tendler hingegen plant bereits neue Aufführungen im Rathaussaal. Da Lisei die Frauenrollen nicht mehr sprechen wird, hilft ihm das alte Kröpellieschen aus. Sie war einst am Theater und gibt bei der ersten Vorstellung ihr bestes, kann jedoch mit ihrer tiefen Stimme die junge Heldin nicht glaubhaft auf die Bühne bringen. Die Vorstellung endet in Spott und Hohn. Vater Tendler gibt auf. Er verkauft seine Puppen, die Eltern für ihre Kinder erwerben und die Gassenbuben nun über die Straße schleifen. Auch Paul ersteht ihm wertvolle Stücke, muss sie jedoch wegsperren, da Lisei ihren Vater damit nicht mehr konfrontieren will. Der Verlust seiner Puppen hat Vater Tendler gebrochen. Er stirbt kurze Zeit später. Beim Begräbnis werfen ihm die Schmidtschen Jungen den Kasper ins Grab. Sie erhalten von ihrer Mutter zur Strafe eine Ohrfeige. Der Pfarrer jedoch sieht es positiv, da mit dem Kasper in den Köpfen der Menschen auch die Vergangenheit Liseis begraben sein kann.

## Produktion

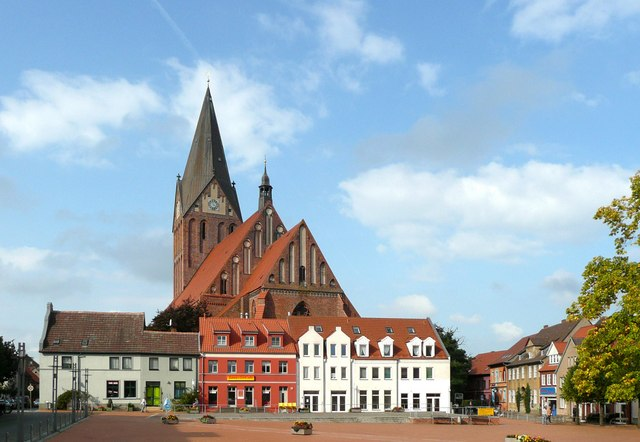
Die Marienkirche in Barth, Schauplatz der Hochzeit zwischen Lisei und Paul

Pole Poppenspäler wurde an der Ostsee, in Barth und in Quedlinburg gedreht. Der Film erlebte am 25. Dezember 1954 im Berliner Kino Babylon und im DEFA-Filmtheater Kastanienallee seine Premiere.
Mit Heliane Bei und Heinz Höpner hatten zwei in der BRD lebende Schauspieler die Hauptrollen übernommen. In der BRD lief der Film ab dem 16. März 1956 unter dem Titel Das Dorf in der Heimat in den Kinos.
Pole Poppenspäler war der erste Farbfilm, den Artur Pohl drehte. Wie viele seiner Filme, darunter Die Brücke (1949), Die Jungen von Kranichsee (1950) und Die Unbesiegbaren (1953), befasste sich auch Pole Poppenspäler mit den Themen „das Eigene und das Fremde, der Umgang mit den ‚anderen‘. Seine Filme plädieren für Solidarität, menschliche Wärme und Vernunft. […] Pohls Sympathien gelten in jedem Fall den Beargwöhnten und Ausgepowerten, den Einzelnen, Einsamen.“

## Kritiken
Die zeitgenössische Kritik bemängelte, dass der Film wie ein „Poesiealbum aus ‚guter alter Zeit‘“ erscheine, „die Menschen im Film wirken mitunter etwas schwerfällig, nicht ganz begreiflich, nicht ganz lebendig – so, als seien sie dem Poesiealbum entstiegen“. Die Dialoge seien zudem im Gegensatz zur Novelle „etwas bescheiden in ihrer gefühlsseligen Schlichtheit.“
„Artur Pohls Storm-Adaption kam über eine ansprechende Literaturverfilmung nicht hinaus und litt an der blassen Darstellung der beiden Hauptrollen“, befand Frank-Burkhard Habel zusammenfassend. Andere Kritiker nannten den Film „zwar betulich, aber durchaus stimmungsvoll“ und verwiesen auf Artur Pohls „Hang zur gediegenen Literaturadaption“.
Für das Lexikon des internationalen Films war Pole Poppenspäler eine „teils betuliche, teils wehmütige Literaturverfilmung, die die Atmosphäre der Vorlage stimmungsvoll einfängt und gute Unterhaltung bietet.“

## Frühere Verfilmungen
Diese Pole Poppenspäler-Verfilmung war bereits der dritte Versuch, den Storm-Stoff auf die Leinwand zu bringen. Im Herbst 1935 drehte Curt Oertel in Lemgo und im Lipper Land für die Mars-Film von Kurt Rupli den mittellangen (42 Minuten Dauer) Film Pole Poppenspäler mit Gerhard Hasselbach in der Titelrolle, der die NS-Zensur am 17. Dezember 1935 problemlos (Prädikate: jugendfrei, volksbildend, feiertagsfrei) passierte.
Am 4. November 1944 begannen die Dreharbeiten zu dem zweiten (und erstmals als abendfüllenden Spielfilm gedachten) Poppenspäler-Film unter dem Titel Der Puppenspieler. Unter der Regie von Alfred Braun und der Produktion (Herstellungsgruppenleitung) von Veit Harlan, der mit Braun auch das Drehbuch verfasst hatte, verkörperte Max Eckard an der Seite berühmter Kollegen wie Eugen Klöpfer, Maria Koppenhöfer, Elfie Mayerhofer, Paul Bildt und Albert Florath den Paul Paulsen. Aufgrund der schweren Bombardements auf Berlin und der nahenden sowjetischen Truppen im Frühjahr 1945 mussten die Dreharbeiten zu dem in den UFA-Ateliers entstandenen, halbfertigen Film noch vor Kriegsende abgebrochen werden. Diese nie vollendete Poppenspäler-Version war, zusammen mit dem Hans-Albers-Kriminalfilm Shiva und die Galgenblume, der letzte Farbfilm des Deutschen Reichs.